# Gen PRKAG3
Gen PRKAG3 (gene of the species Homo sapiens - protein kinase AMP-activated non-catalytic) là một gen ở động vật có vai trò quan trọng trong việc điều hòa chuyển hóa glycogen trong cơ và ảnh hưởng đến chất lượng thịt.